# 早坂瞳
早坂瞳（1982年6月28日—）為日本著名AV女優之一。2001年出道，作品產量多，已經累積近百部作品。同時也是KM-Produce公司的招牌女優，在2006年7月30日舉辦最後與影迷交流的握手會，正式宣布退休。就AV女優的工作生命週期來講，早坂瞳算的上是長壽女優。而KM-Produce公司也為了她的退休，特地舉辦感謝季活動與架設紀念網站，也算是AV女優中少見。

## 其他軼事
- 與另一位AV女優小澤菜穗是極為要好的朋友，兩人時常演出共演作。
- 與另一位AV女優松島楓也是好朋友，在早坂瞳的blog中可常常看到她們的合照。
- 與及川奈央與紋舞蘭、神谷沙織、長谷川瞳等人組成過AV女優團體
- 在2005年作品中，故意戲仿日劇極道鮮師中仲間由紀惠的造型。

## 重要作品
- 天使的復仇

## 外部連結
- （日語） 早坂ひとみ オフィシャルファンサイト 個人網誌